# Hongkong i olympiska vinterspelen 2014
Hongkong deltog med en deltagare vid de olympiska vinterspelen 2014 i Sotji. Landets deltagare erövrade ingen medalj.

## Short track
- Barton Lui